# Любавин, Василий Александрович
Васи́лий Алекса́ндрович Люба́вин (4 марта 1912, Большое Нагаткино, Симбирская губерния — 22 февраля 1975, Чернигов) — советский военный деятель. Герой Советского Союза, подполковник.

## Биография
Родился 4 марта 1912 года в селе Большое Нагаткино (ныне Цильнинского района Ульяновской области) в семье крестьянина. Окончив семь классов, занимался крестьянством, а также работал письмоносцем, контролером сберкассы и заведовал почтовым агентством в родном селе.
В ноябре 1934 года был призван в РККА. После окончания полковой школы продолжил службу в качестве командира отделения, а затем перешёл на сверхсрочную службу в должности помощника командира взвода. В 1939 году окончил курсы младших лейтенантов и вскоре был назначен на должность командира стрелкового взвода.
До июля 1942 года служил в должности командира взвода, командира роты в частях РККА, место дислокации которых было в Приморском крае.
С июля 1942 года старший лейтенант Любавин в качестве командира стрелковой роты принимал участие в боях на Сталинградском фронте. 5 августа того же года был ранен. После госпиталя с октября по декабрь 1942 года проходил учёбу на курсах «Выстрел» в Ульяновске. После завершения учёбы продолжил службу в качестве заместителя командира и командира стрелкового батальона.
В боях за освобождение Левобережной Украины 27 июля 1943 года второй раз был ранен.
С 24 по 31 декабря 1943 года во время проведения Житомирско-Бердичевской операции батальон под его командованием уничтожил пять танков, шестиствольный миномёт, двадцать пять пулемётов вместе с их с расчётами.
Указом Президиума Верховного Совета СССР «О присвоении звания Героя Советского Союза генералам, офицерскому, сержантскому и рядовому составу Красной Армии» от 10 января 1944 года за «образцовое выполнение боевых заданий командования на фронте борьбы с немецко-фашистскими захватчиками и проявленные при этом отвагу и геройство» был удостоен звания Героя Советского Союза с вручением ордена Ленина и медали «Золотая Звезда».
С апреля 1944 по февраль 1945 года проходил ускоренный курс в Военной академии имени Фрунзе, а затем продолжил службу в должности заместителя командира стрелкового полка на 2-м Украинском фронте.
После окончания войны продолжил службу в Советской Армии на должностях заместителя командира батальона, заместителя командира полка в частях Киевского военного округа.
С 1955 года работал заместителем начальника отдела и начальником отдела в Черниговском областном военкомате.
В августе 1957 года был уволен из рядов Вооруженных Сил в связи с болезнью в звании подполковника. После демобилизации работал в горисполкоме и в других учреждениях Чернигова.
Умер 22 февраля 1975 года в Чернигове.

## Награды
- Орден Ленина.
- Орден Красного Знамени.
- Орден Отечественной Войны 1-й степени.
- Два ордена Красной Звезды.
- Медали.
- Иностранный орден.